# باتريك كير
باتريك كير (بالإنجليزية: Patrick Kerr)‏ هو ممثل أمريكي، ولد في 23 يناير 1956 في الولايات المتحدة.

## وصلات خارجية
- باتريك كير على موقع IMDb (الإنجليزية)
- باتريك كير على موقع ألو سيني (الفرنسية)
- باتريك كير على موقع أول موفي (الإنجليزية)
- باتريك كير على موقع قاعدة بيانات برودواي على الإنترنت (الإنجليزية)
- باتريك كير على موقع قاعدة بيانات الفيلم (الإنجليزية)
- باتريك كير على موقع كينوبويسك (الروسية)